# フリーガン

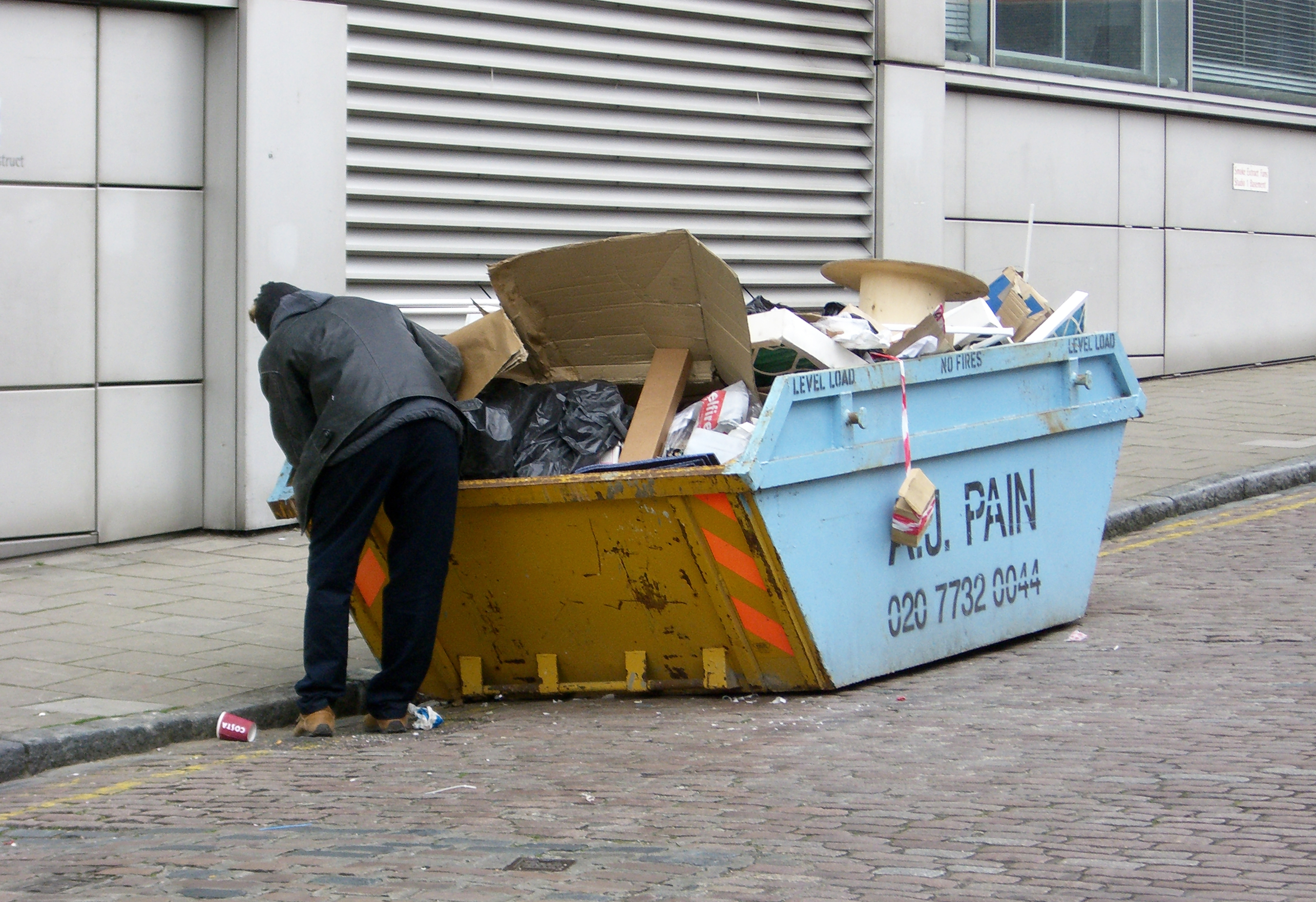
フリーガン

フリーガン（freegan）とは、路上に捨てられている廃棄物を回収して再利用する人々のことである 。

## 概要
語源は「free」と完全菜食主義者をあらわす「vegan」であり、1960年代のヒッピー文化が源流とされる。大量生産・大量消費・大量廃棄型の大衆消費社会を批判する立場から、廃棄物の回収・再利用を生活の一部に取り入れるのがフリーガンである。回収するものは食品に限らない。フリーガンはホームレスとは異なり、基本的には自宅も職業も持つ人々であり、廃棄物回収は生業あるいは唯一の生活手段ではない。
ニューヨーク市などにはフリーガンのコミュニティも存在している。これらコミュニティには、コミュニティ内でのルールが存在しており、例えば「ゴミ袋を開けた場合、元の状態に戻しておくこと」などがある。
しかし、世間一般での印象はあまり良いものではなく、彼らが、店舗付近のゴミ捨て場や店舗裏などを物色するのを防止するため、店側が柵を設けたりすることもある。